# Because Music
Because Music er et fransk independent pladeselskab, der har kontorer i Paris og London.

## Historie
Firmaet er oprettet i 2005 af Emmanuel de Burtel og Xavier Niel. Because Music licenserer alle artister fra Ed Banger Records, Erol Alkan og Phantasy Sound. De repræsenterer blandt andet: Manu Chao, Justice, Amadou & Mariam, Charlotte Gainsbourg og Prince.